# Game Rating Board
Game Rating Board (GRB, 임물등급위원회, em português Conselho de Avaliação de Jogos) é o conselho de avaliação de conteúdo de jogos eletrônicos sul-coreano. É uma organização governamental que avalia videogames e computador para informar a natureza de conteúdos aos clientes.
Inicialmente a Korea Media Rating Board era a única organização responsável por classificar conteúdo de entretenimento na Coreia do Sul, mas a criação de um mecanismo próprio para jogos eletrônicos se fez necessária após a classificação inadequada do jogo de azar Gambling Sea por suborno. Depois de um duro processo de controvérsia política, a Game Rating Board foi criada em 2006 como um organismo a parte para a avaliação de jogos eletrônicos.

## Classificações
| Selo | Nome                 | Classificação                    | Descrição |
| ---- | -------------------- | -------------------------------- | --- |
|      | Test                 | Em análise                       | Jogos com esse selo significa que o conteúdo está em análise. |
|      | All (전체 이용가)    | Livre                            | Jogos classificados não expõe crianças e adolescentes à conteúdos prejudiciais. |
|      | 12 (12세 이용가)     | Maiores de 12 anos               | Jogos que apresenta armas com violência, medo, angústia, agressão física e/ou verbal, lesão corporal, descrição de violência, sangue, procedimentos médicos, exposição ao perigo, exposição de cadáver, insinuação sexual, nudez velada, linguagem chula, consumo de drogas lícitas e uso de medicinal de drogas ilícitas.                                                |
|      | 15 (15세 이용가)     | Maiores de 15 anos               | Jogos que apresenta assassinato, vítima em agonia, preconceito/estigma, violência contra animais, assédio sexual, nudez, linguagem erótica ou de conteúdo sexual, menção ou insinuação do consumo de drogas ilícitas, descrições verbais do consumo de drogas ilícitas.                                                                                                   |
|      | 19 (청소년 이용불가) | Proibido para menores de 19 anos | Jogos que apresenta violência gratuita, banalização da violência, violência de forte impacto visual, crueldade, elogio, glamourização, apologia à violência, crimes de ódio, violência familiar, tortura, mutilação, suicídio, ato sexual explícito, situações sexuais complexas, elogio, glamourização, apologia ao uso de drogas ilícitas e consumo de drogas ilícitas. |

Há também os símbolos que indicam o conteúdo do jogo:
| Descrição | Discriminação | Alusão a drogas | Jogo de azar | Conteúdo sexual | Linguagem imprópria. | Torturas | Violência |
| --------- | ------------- | --------------- | ------------ | --------------- | -------------------- | -------- | --------- |
| Símbolo   |               |                 |              |                 |                      |          |           |

Jogo de computador, videogames, jogos online, jogos móveis usam todas as classificações, mas jogos de arcade usam somente All e 18.